# Alvaradoa
Alvaradoa là một chi thực vật thuộc họ Picramniaceae.
Chi này gồm các loài sau:
1. Alvaradoa amorphoides Liebm.
2. Alvaradoa arborescens Griseb.
3. Alvaradoa haitiensis Urb.
4. Alvaradoa jamaicensis Benth.
5. Alvaradoa lewisii R.A.Howard & Proctor
6. Alvaradoa subovata Cronquist